# Округ Елк (Пенсилванија)
Округ Елк (енгл. Elk County) је округ у америчкој савезној држави Пенсилванија.

## Демографија
По попису из 2010. године број становника је 31.946, што је 3.166 (-9,0%) становника мање него 2000. године.
| Група             | 2000.          | 2010.          |
| Белци             | 34.643 (98,7%) | 31.345 (98,1%) |
| Афроамериканци    | 52 (0,1%)      | 89 (0,3%)      |
| Азијати           | 122 (0,3%)     | 96 (0,3%)      |
| Хиспаноамериканци | 142 (0,4%)     | 183 (0,6%)     |
| Укупно            | 35.112         | 31.946         |